# Gran Chimú (província)
Gran Chimú é uma província do Peru localizada na região de La Libertad. Sua capital é a cidade de Cascas.

## Distritos da província
- Cascas
- Lucma
- Marmot
- Sayapullo